# Martin Graßnick
Martin Graßnick (geboren 5. Mai 1917 in Mainz; gestorben 4. Juli 2020 in Baden-Baden) war ein deutscher Architekt, Architekturhistoriker und Denkmalpfleger.

## Leben
Graßnicks Vater verlor 1933 nach der Machtergreifung der Nationalsozialisten aufgrund des Berufsbeamtengesetzes seine Stelle als Baubeamter in Mainz, da er nach der nationalsozialistischen Rassenideologie als Vierteljude galt. Seine Kinder mussten das Gymnasium verlassen, und Martin Graßnick machte eine Ausbildung als Bauzeichner an der Bauschule Mainz bei Gustav Friedrich Scheinpflug. Er wurde zum Reichsarbeitsdienst verpflichtet und zur Wehrmacht eingezogen. Da in seinen Personalakten die jüdische Herkunft verheimlicht wurde, erhielt Graßnick während des Zweiten Weltkriegs eine Offiziersausbildung und wurde im Rang eines Leutnants an der Ostfront eingesetzt. Nach der deutschen Besetzung Italiens im September 1943 wurde er als Chef einer Pionierkompanie nach Pescara kommandiert. In seinem Befehlsbereich verhinderte er die Deportation von demobilisierten Soldaten als italienische Militärinternierte nach Deutschland. Wegen dieser Haltung wurde Graßnick 1984 mit dem Verdienstorden der Italienischen Republik (Offizier) geehrt.
Nach Kriegsende studierte Graßnick an der Technischen Hochschule Darmstadt, wo er auch promovierte. Zunächst als Dozent an der Staatsbauschule Mainz tätig, wurde er 1956 deren Direktor und 1959 zugleich Direktor der Mainzer Werkkunstschule. Neben der Tätigkeit an der Ingenieurschule war er Berater für Denkmalpflege der nordrhein-westfälischen Landesregierung. Er verantwortete den Wiederaufbau des Quirinus-Münsters in Neuss und war von 1947 bis 1977 der Dombaumeister der kriegszerstörten Stiftskirche St. Viktor in Xanten. Nachdem er 1966 in Mainz das Hochschulinstitut für Berufspädagogik aufgebaut hatte, wurde er 1969 mit der organisatorischen Leitung der Universitätsneugründung Trier-Kaiserslautern beauftragt, die er planmäßig zum Wintersemester 1970/1971 in ihren Betrieb führte. 1982 wurde Graßnick emeritiert und von der Technischen Universität Kaiserslautern zum Ehrensenator ernannt. Anfang 2016 wurde zu seinen Ehren eine am Lehrgebiet Geschichte und Theorie der Architektur eingerichtete Visiting Professur nach ihm benannt.
Graßnick lebte zuletzt in Baden-Baden.

## Schriften (Auswahl)
- Die gotischen Wölbungen des Domes zu Xanten und ihre Wiederherstellung nach 1945. Darmstadt 1963.
- Trullo Fera. Gestalt und Konstruktion der Trulli auf der Murgia von Apulien. Deutscher Consulting-Verlag, Wuppertal 1977.
- (als Herausgeber): Die Architektur der Antike. Vieweg, Braunschweig 1982.
- (als Herausgeber): Die Architektur des Mittelalters. Vieweg, Braunschweig 1982.
- (als Herausgeber): Die Architektur der Neuzeit. Vieweg, Braunschweig 1982.
- (als Herausgeber): Stadtbaugeschichte von der Antike bis zur Neuzeit. Vieweg, Braunschweig 1982.
- Bäder und hygienische Einrichtungen als Zeugnisse früher Kulturen. R. Oldenbourg, München 1992.
- Festschrift Martin Graßnick. Fachbereich ARUBI der Universität Kaiserslautern, Kaiserslautern 1987.